# Conolophia rubrifusa
Conolophia rubrifusa là một loài bướm đêm trong họ Geometridae.